# Butler W. Lampson
Butler W. Lampson (f. 1943 i Washington D.C.), amerikansk datalog og computerpioner. Lampson er kendt som skaberen af Alto, den første personlige computer og har været en central skikkelse i udviklingen af computeren, som vi kender den i dag.
Lampson er i dag ansat hos Microsoft.
Lampson var oprindelig fysiker, uddannet på Harvard University i 1964. Lampson fik herefter en Ph.d. i datalogi ved University of California, Berkeley i 1967. I 1960'erne var Lampson ansat på Project GENIE på Berkeley, hvor han sammen med bl.a. Peter Deutsch udviklede styresystem til SDS 940 og skabte grundlaget for Douglas Engelbarts On-Line System. 
I 1969 var Lampson sammen med andre deltagere i Project Genie med til at grundlægge Berkeley Computer Corporation med det mål at bygge små computere til forskningsverdenen og udvikle BCC 500 styresystemet.
Berkeley Computer Corporation var ikke nogen succes, men en række af firmaets medarbejdere, heriblandt Lampson, blev ansat af det nystartede Xerox PARC i 1971. Her udgav Lampson i 1972 et memo med title "Why Alto?. I 1973 stod Alto færdig, med mus, grafisk skærm til en hel side tekst, bitmap grafik, mm. Alto er prototypen på alle moderne personlige computere, skabt 11 år før det første Macintosh.
Alto blev centrum for udvikling af en hel række teknologier, herunder distribueret anvendelse af personlige computere (computere på den enkeltes skrivebord, et helt ukendt koncept i 1970'erne), laserprinteren, lokalnet (Ethernet), two-phase commit protokoller, en række operativsystemer (bl.a. AltoOS), programmeringssprog (bl.a. Cedar Mesa og Euclid), Bravo (det første moderne tekstbehandlingssystem, forgængeren til Microsoft Word), m.m. Lampson ydede centrale bidrag til denne udvikling.
I 1984 kom Lampson til Digital Equipment Corporation, hvor han bl.a. arbejdede med programmeringssprog og netværk.
I 1995 blev Lampson af Charles Simonyi (tidligere kollega ved Berkeley Computer Corporation og Xerox PARC) hentet til Microsoft, hvor han i dag er en central skikkelse i Microsofts forskningsafdeling.
Butler Lampson fik i 1992 ACMs Turing Award for sine bidrag til datalogien, specielt til udviklingen af den personlige computer. Han har taget mere end 20 patenter.

## Ekstern henvisning
- Butler Lampsons hjemmeside